# Willie Nelson

Willie Hugh Nelson (30. travnja 1933.), američki country pjevač, skladatelj, glumac i aktivist za legalizaciju kanabisa.

## Životopis
Rođen je u gradu Abbott, Teksas. Ima sestru Bobbie koja svira klavir.
Od 6. godine svira gitaru, u 7. je napisao prvu pjesmu, a već s 9 godina imao je prvi sastav.
Kroz srednju školu također je nastupao sa sastavom.
Nakon mature, jednu godinu studira poljoprivredu, a onda odustaje od fakulteta.
Zaputio se u Vancouver, gdje radi kao disc jockey, i svira po klubovima. Njegova pjesma "Night's Life" smatra se najobrađenijom u povijesti countrya. Iako sam nije uspio dobiti ugovor, i dalje je pisao pjesme za druge glazbenike, a najpoznatija je "Crazy" (koju pjeva Patsy Cline).
Kasnije odlazi u Nashville, prijestolnicu country glazbe. Tamo postiže hitove, ali njegov country ima utjecaje rocka, folka, i bluesa, pa čak i gospela.
On je snimio prvi platinasti album u povijesti country glazbe.
Surađivao s mnogim glazbenicima koji sviraju drukčiji žanr glazbe nego on, npr. Ray Charles, U2, Kurt Nilsen.
Obradio je i pjesmu Otisa Reddinga, "Sittin' on the Docks of Bay".
Član je Grand Ole Oprya, a za svoj rad je osim nagrada za counrty glazbu primio i 10 Grammya.
Na popisu "40 najvažnijih ljudi u povijesti country glazbe" on je zauzeo 4. mjesto. Prvi je Johnny Cash, a u ženskoj konkurenciji Patsy Cline. Williev ženski pandan na popisu je legendarna Dolly Parton.
Surađivao je s najvećim imenima countrya, kao što su Johnny Cash, Merle Haggard, Waylon Jennings, Kris Kristofferson, pa i Bonnie Raitt.
Osim kao pjevač i skladatelj, Willie je poznat i kao glumac, jer je ostvario dvadesetak filmskih uloga.
Izdao je i 4 knjige, a broj albuma prelazi 120.
Aktivan je u zagovaranju legalizacije kanabisa, i korištenja bio-dizela.
Sam putuje autobusom na biogorivo.
Također je jedan od začetnika Farm Aida, događaja koji pomaže obiteljskim domaćinstvima u SAD-u.
Poznat je po svojim problemima s alkoholom i IRS-om (američki  poreznici).
Ženio se četiri puta i imao sedmero djece. Ipak, sin Billy umro je 1991. godine.
Kada su Republikanci u Texasu željeli promijeniti granice okruga, demokrati su se pobunili i prenoćili u hotelu, tako da se ne stvori većina potrebna za razmatranje zakona.
Čuvši za njihov potez, Willie im je poslao sanduk crvenih majica i marama i sanduk viskija s porukom "Branite svoj teren".
Predstavnik Demokrata je nakon toga izjavio da se ni guverner ni predsjednik saveznog parlamenta nisu oglasili, ali da se oglasio najveći Teksašanin ikad, Willie Nelson.

## Vanjske poveznice
- Službena stranica
- Willie Nelson na Internet Movie Databaseu